# Haus Gramont

Wappen des Hauses Gramont

Das Haus Gramont ist eine noch existierende Nebenlinie des Hauses Aure, die nach einer 1526 geschlossenen Ehe den Besitz dieser Familie erbte (die wiederum eine Nebenlinie des Hauses Dax) war.
Antoine I. de Gramont wurde 1563 zum Comte de Guiche ernannt, sein Enkel Antoine II. de Gramont 1643 zum Duc de Gramont und Pair von Frankreich.

## Stammliste

### 16.–18. Jahrhundert
1. Antoine I. de Gramont (* Ende 1526; † 8. Dezember 1576), Chevalier, Baron de Gramont, Souverain de Bidache, (Dezember 1583 französischer) Comte de Guiche, Vicomte d’Aster, Baron de Bergouey, de Bardos, d’Escos, de Gabaston, de Mussidan, de Haux, des Angles, französischer Kammerherr, navarresischer Generalleutnant, Bürgermeister von Bayonne; ⚭ 29. September 1546 Hélène de Clermont de Traves († 10. Januar/3. März 1595), Erbtochter von François de Clermont, Seigneur de Traves et de Toulongeon, und Hélène Gouffier – Vorfahren siehe Haus Aure
  1. Philibert de Gramont (* 22. August 1552; X 6. August 1580), Chevalier, Baron de Gramont, Souverain de Bidache, Comte de Guiche, et de Louvigny, Baron d’Andoins, de Lescun et de Hagetmau, de Bergouey, de Bardos, d’Escos, de Mussidan, de Montory, de Haux et des Angles, Seigneur d’Arthez etc., französischer Kammerherr, Bürgermeister von Bayonne; ⚭ 21. November 1568 Diane Corisande d’Andoins (* Herbst 1584; † Februar 1621), Dame d’Andoins, de Lescun et de Hagetmau, Comtesse de Louvigny, Erbtochter von Paul d’Andoins und Marguerite de Caune
    1. Antoine II. de Gramont, genannt Antonin (* wohl 1572; † 16. August 1644), (31. Dezember 1643 französischer) Duc de Gramont, Pair de France, Souverain de Bidache, Comte de Toulonjon, de Guiche et de Louvigny, Vicomte d’Aster, Baron d’Andouins, de Lescun et de Hagetmau, Seigneur d’Arthez etc., Geheimer Staatsrat, Gouverneur von Navarra, Béarn und Bayonne, Generalleutnant; ⚭ (1) 3. September 1601 Louise de Roquelaure († 9. November 1610 im Gefängnis), Tochter von Antoine de Roquelaure und Catherine d’Ormezan; ⚭ (2) (Ehevertrag 29. März 1618) Claude de Montmorency-Bouteville († 3. April 1652), Tochter von Louis de Montmorency, Comte de Bouteville, und Charlotte Catherine de Luxe (Haus Montmorency)
      1. (1) Antoine III. de Gramont (* 1604; † 12. Juli 1678), (November 1648 französischer) Duc de Gramont, Pair de France, Souverain de Bidache, Sire de Lesparre, Comte de Guiche et de Louvigny, Baron d‘Andoins, des Angles et de Hagetmau, Vicomte d’Aster, Seigneur d’Arthez, de Larrey (bis 1642) etc. französischer Rat und Staatsminister, Generalleutnant, Gouverneur von Rouen, Navarra und Pau; ⚭ 28. November 1634 Françoise Marguerite de Chivré († Ende April 1689), Tochter von Hector, Seigneur du Plessis, und Marie de Conan
        1. Henriette Catherine Angélique de Gramont (* 1635/Februar 1637; † 24. März 1695), als Witwe Nonne in Paris; ⚭ (Ehevertrag 13. September 1662) Alexandre de Canouville, Marquis de Baffetot († Januar 1681)
        2. Guy Armand de Gramont (* um 26. September 1637; † 29. November 1673 in Kreuznach), Comte de Guiche; ⚭ 23. Januar 1658 Marguerite Louise de Béthune, (* 1643; † 25. Januar 1726), Tochter von François Maximilien III. de Béthune, 2. Duc de Sully, Pair de France, sie heiratete in zweiter Ehe am 6. Februar 1681 Henri de Daillon, Duc du Lude († 30. August 1685) (Haus Daillon)
        3. Catherine Charlotte de Gramont (* 1639; † 4. Juni 1678); ⚭ 30. März 1660 Luigi I. Grimaldi, 1662 Fürst von Monaco, 2. Duc de Valentinois, Pair de France etc. († 3. Januar 1701)
        4. Antoine Charles de Gramont (auch Antoine IV. de Gramont, * 1641; † 25. Oktober 1720), Comte de Louvigny, 1678/95 3. Duc de Gramont, Pair de France, Prince souverain de Bidache, Sire de Lesparre, Comte de Guiche et de Louvigny, Baron d’Andoins et de Hagetmau, Seigneur d’Arthez, d’Arzacq etc., Generalleutnant, außerordentlicher Gesandter, Gouverneur von Bayonne, Saint-Jean-Pied-de-Port und Pau, Ritter des Ordens vom Goldenen Vlies; ⚭ (1) 15. Mai 1668 Marie Charlotte de Castelnau (* 1648; † 29. Januar 1694), Tochter von Jacques de Castelnau, Marschall von Frankreich, und Marie de Girard de Lespinay; ⚭ (2) 18. April 1704 Anne Baillet de La Cour (* 3. Januar 1665; † 7. März 1737), Tochter von Nicolas Baillet de La Cour, und Jeanne Godefroy
          1. (1) Catherine Charlotte de Gramont (* 1669; † 24. Januar 1739); ⚭ (Ehevertrag 16. Dezember 1693) Louis-François de Boufflers, 1. Duc de Boufflers, Pair de France, Marschall von Frankreich († 22. August 1711)
          2. (1) Antoine V. de Gramont (15. November 1671; † 16. September 1725), genannt Duc de Guiche, 1695 4. Duc de Gramont, Pair de France, Prince souverain de Bidache, Sire de Lesparre, Comte de Guiche et de Louvigny, Baron d’Andoins et de Hagetmau, Gouverneur von Navarra und Béarn, Bayonne und Pau, Regentschaftsrat, Marschall von Frankreich; ⚭ 13. März 1687 Marie Christine de Noailles (* 4. August 1672; † 14. Februar 1748), Tochter von Anne-Jules de Noailles, 2. Duc de Noailles, Pair de France, Marschall von Frankreich
            1. Louis Antoine VI. Armand de Gramont (* 20. März 1688; † 16. Mai 1741), 1725 5. Duc de Gramont, Pair de France, Prince souverain de Bidache, Sire de Lesparre etc., Generalleutnant, Gouverneur von Navarra und Béarn, Pau und Bayonne; ⚭ 30. März 1710 Louise Françoise d’Aumont de Crevant d’Humiéres (* Mai 1691; † 9. September 1742), Tochter von Louis François d’Aumont de Crevant d’Humiéres, Marquis de Chappes, 2. Duc d’Humières, und Anne Louise Julie de Crevant d’Humiéres, 2. Duchesse d’Humiéres
              1. Charles Antoine de Gramont (* 20. Oktober 1711; † 17. April 1714), Comte de Guiche
              2. Louis Antoine Armand de Gramont (* 7. August 1713; † klein), Chevalier de Gramont
              3. Marie Louise Victoire de Gramont (* 27. Juli 1723; † 11. Januar 1756); ⚭ 2. März 1739 Antoine VII. de Gramont († 17. April 1801), 7. Duc de Gramont de Crevant d’Humiéres, Pair de France (siehe unten)
              4. Louise Charlotte de Gramont (* 11. Juli 1725; † 3. Februar 1742) genannt Mademoiselle de Guiche; ⚭ 3. Februar 1740 Louis Charles de Lorraine, Comte de Brionne, 1743 Prince de Lambesc, französischer Generalleutnant († 22. Juni 1761) (Haus Guise)

            2. Louis de Gramont (* 29. Mai 1689; X 15. April 1745 Tournai[1]), Comte de Lesparre, dann Comte de Gramont, 1741 6. Duc de Gramont, Pair de France, Prince souverain de Bidache, Sire de Lesparre, 1718 Seigneur de Lamotte-Beuvron, de Vouzon et de Caulles, Generalleutnant, Gouverneur von Navarra und Béarn, Pau und Bayonne; ⚭ 12. März 1720 Geneviève de Gontaut-Biron (* 1696; † 15. Januar 1756), Tochter von Charles Armand de Gontaut, Marquis de Biron, und Marie Antoinette de Bautru (Haut Gontaut-Biron)
              1. Marie Chrétienne Christine de Gramont (* 15. April 1721; † 1790) genannt Mademoiselle de Lesparre, 1752 Karmeliterin zu Paris; ⚭ (Ehevertrag 1732) Yves Marie Joseph de Recourt de Boulogne de Lens et de Licques, 3. Comte de Rupelmonde, Baron de Wissekerke, französischer Maréchal de camp (X in der Schlacht bei Pfaffenhofen 15. April 1745)
              2. Antoine VII. de Gramont (* 19. April 1722; † 17. April 1801), 1739 Duc de Lesparre, 1745 7. Duc de Gramont, de Crevant, d'Humières, Pair de France, Prince souverain de Bidache, Comte de Guiche, de Louvigny et de Lescun, Vicomte d’Aster, Baron d’Andoins, d’Arthez, d’Urt et de Hagetmau, Seigneur de Lamotte-Beuvron, de Vouzon etc., Gouverneur von Navarra und Béarn, Pau und Bayonne; ⚭ (1) 2. März 1739 Marie Louise Victoire de Gramont (* 27. Juli 1723; † 11. Januar 1756), Tochter von Louis Antoine VI. Armand de Gramont, 5. Duc de Gramont, Pair de France (siehe oben); ⚭(2) 16. August 1759, geschieden 1761, Béatrix de Choiseul-Stainville, Coadjutrix der Abtei Bouxières (* Lunéville 18. September 1729; † guillotiniert Paris 17. April 1794), Tochter von François Joseph de Choiseul, Marquis de Stainville, Ritter des Ordens vom Goldenen Vlies; ⚭ (3) 8. August 1794 Marie Henriette du Merle (* 12. Juni 1768; † 12. Juni 1812) Tochter von Charles Gabriel Comte du Merle und Guillaume Françoise Girardine Gascard Duminy
                1. (1) Louis Antoine Armand de Gramont (* 17. September 1746; † 23. März 1795), Duc de Lesparre, Marquis de Monchy; ⚭ 17. Juni 1763 Philippine Louise Catherine de Noailles (* 14. September 1745; † 21. Dezember 1791), Tochter von Louis de Noailles, 4. Duc de Noailles, Pair de France, 1. Duc d’Ayen, Marschall von Frankreich
                2. (1) Charles Antoine Victoire de Gramont (* 13. September 1748; † 14. Oktober 1750), Marquis d’Humières
                3. (2) Tochter (* um 1. Februar 1761; † klein)
                4. (unehelich, Mutter: NN Lemière, Sängerin) Marie Antoine (* 22. Oktober 1752; † nach 1801)
                5. (unehelich, Mutter: Marie Claude Privé) Antoine Marie Claude Xavier Jean, Künstler 1771/98 bezeugt; ⚭ Antoinette Malbon, 1795 bezeugt
                  1. Antoine Alexandre Jean Louis Xavier, 1795 bezeugt
                  2. Antoine Marie Alexandre Xavier Jean, 1795 bezeugt

                6. (unehelich, Mutter: Marie Claude Privé) Adélaide Rosalie; ⚭ NN de La Touche
                7. (unehelich, Mutter unbekannt) Marie Antoinette Duperron, 1782/1801 bezeugt; ⚭ vor 1801 Jean Étienne Grassier
                8. (unehelich, Mutter: Madeleine Josèphe Fauconnier (* Paris 1724; † Argenteuil 13. September 1784), Tochter von André Fauconnier und Marguerite de Gournay) Joséphine Cécile de Gramont de La Mothe (* Clichy 7. Dezember 1750; † 1828); ⚭ 8. Juni 1763 Jean Devaux († vor 1801)

              3. Antoine Adrien Charles de Gramont (* 22. Juli 1726; † 23. September 1762), Comte d'Aster, dann Comte de Gramont, Maréchal de camp; ⚭ 9. Mai 1748 Marie Louise Sophie de Faoucq (* 14. April 1732; † 2. November 1798 in Braunschweig), Tochter von Guy Étienne Alexandre de Faoucq, Marquis de Garnetot, und Charlotte Sophie de Sonning
                1. Geneviève de Gramont (* 28. Januar 1750; † guillotiniert 26. Juli 1794 in Paris); ⚭ 10. Februar 1766 Charles Pierre Hyacinthe, Comte d’Ossun, Maréchal de camp († 7. April 1790)
                2. Sohn (* 1752; † 1759), Comte d‘Aster
                3. Antoine VIII. Louis Marie de Gramont (* 17. August 1755; † 28. August 1836), Duc de Guiche (seit 16. April 1780), 8. Duc de Gramont (seit 1801), 4. Juni 1814 Pair de France auf Lebenszeit, 19. August 1815 erblicher Pair de France, 31. August 1817 erblicher Duc-Pair, Prince de Bidache, Duc de Guiche det de Lesparre, Comte de Louvigny, Vicomte d’Aster, Baron d’Andoins, d’Urt, Seigneur de Lamotte-Beuvron, de Vouzon etc., königlich französischer Generalleutnant; ⚭ 11. Juli 1780 Aglaé Louise Françoise Gabrielle de Polignac (* 7. Mai 1768; † 20. März 1803 in Edinburgh), Tochter von Jules François Armand, 1. Duc de Polignac, Pair de France, und Yolande de Polastron – Nachkommen siehe unten
                4. Antoine François de Gramont (* 1. September 1758; † März 1795 in London), Comte de Gramont d‘Aster; ⚭ 1780 Gabrielle Charlotte de Boisgelin (* 17. April 1766; † 16. Januar 1836), als Witwe Superiorin zu Le Mans – Nachkommen: die Comtes d’Aster († 1894)

              4. Marie Perpetue de Gramont (* 20. November 1727)

            3. Marie Adélaide de Gramont (* um 1. März 1700; † 25. August 1740); ⚭ 30. Dezember 1715 François Armand de Gontaut-Biron, 3. Duc de Biron, Pair de France († 28. Januar 1736) (Haut Gontaut-Biron)
            4. Catherine Charlotte Thérèse de Gramont (* 1707; † 21. März 1755); ⚭ (1) (Ehevertrag 27. März 1719) Philippe Alexandre Prince et Duc de Bournonville († 5. Januar 1727) (Haus Bournonville); ⚭ (2) 26. März 1727 Jacques Louis de Rouvroy, 3. Duc de Saint-Germain, Pair de France, genannt Duc de Ruffec († 16. Juli 1746 oder 20. März 1754)
            5. Louis François de Gramont (* 16. Juli 1708; † 11. August 1714)

          3. (2) Sohn (* 18. April/Mai 1704; † vor 1720)

      2. (1) Roger de Gramont (* wohl 1606; † 18. März 1629 im Duell) Comte de Louvigny
      3. (2) Henri de Gramont (* 1619; † 10. September 1679) Comte de Toulongeon, Vicomte d’Aster, Marquis de Séméac etc., Generalleutnant, Gouverneur von Bayonne
      4. (2) Philibert de Gramont (* 1621; † 30. Januar 1707), Comte de Gramont, Vicomte d’Aster, Baron des Angles, Seigneur de Séméac, d’Ibos, de Sarouilles etc, Maréchal de camp, Gouverneur von Aunis und La Rochelle; ⚭ Elizabeth Hamilton († 3. Juni 1708), Tochter von George Hamilton und Mary Butler
        1. Sohn (* 1664; † klein)
        2. Claude Charlotte de Gramont (* 1665; † 13./22. Mai 1739), Vicomtesse d’Aster; ⚭ 6. April 1694 Henry Stafford-Howard, 1. Earl of Stafford († 27. April 1719)
        3. Marie Elisabeth de Gramont (* 27. Dezember 1667; † 12. Juni 1735) genannt Mademoiselle de Séméac, 1695/1729 Äbtissin von Poussay

      5. (2) Catherine Charlotte de Gramont (* 1620 oder 1622; † 20. Juli 1688); ⚭ (Ehevertrag 6. Juni 1640) Henri Mitte de Saint-Chamont, Comte de Miolans
      6. (2) Charlotte Catherine de Gramont († 1707), genannt Mademoiselle d’Andoins, Äbtissin zu Bayonne, dann zu Ronceray
      7. (2) Anne Louise de Gramont, genannt Mademoiselle de Guiche; ⚭ (Ehevertrag 25. Juni 1647) Isaac de Pas de Feuquières, französischer Generalleutnant und Vizekönig von Neufrankreich († 6. März 1688)
      8. (2) Françoise Marguerite Bayonne de Gramont († wohl 1. Mai 1670); ⚭ (Ehevertrag 24. Januar 1648) Philippe Marquis de Lons († vor 15. Juli 1659)
      9. (unehelich, Mutter unbekannt) Pierre de Gramont genannt de Villeneuve (* 19. April 1616; † nach 1659)
      10. (unehelich, Mutter unbekannt) Sylvie de Gramont, 1654 bezeugt; ⚭ 1616 Jean de Suhigaray genannt de La Salle

    2. Catherine de Gramont († Januar 1627); ⚭ (Ehevertrag 16. März 1592) François de Caumont, Comte de Lauzun († 1622)
    3. (unehelich, Mutter unbekannt) François

  2. Jean Antoine de Gramont, 1576 bezeugt
  3. Théophil de Gramont (X 16. Oktober 1594), Seigneur de Mussidan; ⚭ (Ehevertrag 8. Juli 1588) Charlotte de Clermont de Toulonjeon, Tochter von Claude de Clermont genannt de Toulonjean, und Perronne de La Chambre, Witwe von Jacques de Vienne, sie heiratete in dritter Ehe Claude de La Croix, Vicomte de Sermoine
  4. Marguerite de Gramont, testiert 6. Oktober 1586; ⚭ (Ehevertrag 14. Juni 1572) Jean de Durfort, Vicomte de Duras (X Februar 1587)
  5. Suzanne († 21. November 1632/27. April 1633), 1593 Vicomtesse d’Aster; ⚭ (Ehevertrag 3. März 1595) Henri des Prez, Seigneur de Montpezat (X 1. November 1620), Sohn von Melchior des Prez
  6. (unehelich, Mutter unbekannt) Marsilien de Gramont, 1610 bezeugt

### Ab 19. Jahrhundert
1. Antoine VIII. Louis Marie de Gramont (* 17. August 1755; † 28. August 1836), Duc de Guiche (seit 16. April 1780), 8. Duc de Gramont (seit 1801), 4. Juni 1814 Pair de France auf Lebenszeit, 19. August 1815 erblicher Pair de France, 31. August 1817 erblicher Duc-Pair, Prince de Bidache, Duc de Guiche det de Lesparre, Comte de Louvigny, Vicomte d’Aster, Baron d’Andoins, d’Urt, Seigneur de Lamotte-Beuvron, de Vouzon etc., königlich französischer Generalleutnant; ⚭ 11. Juli 1780 Aglaé Louise Françoise Gabrielle de Polignac (* 7. Mai 1768; † 20. März 1803 in Edinburgh), Tochter von Jules François Armand, 1. Duc de Polignac, Pair de France, und Yolande de Polastron – Vorfahren siehe oben
  1. Armande Léonie Sophie Corisande de Gramont (* 5. Oktober 1782; † 23. Januar 1865); ⚭ 28. Juli 1806 Charles Augustus Bennet, 5. Earl of Tankerville († 5. Juni 1859)
  2. Aglaé Angélique Gabrielle (* 17. Januar 1787; † 20. Juli (21. Januar) 1842); ⚭ (1) Oktober 1805 Alexander Dawidow († wohl 1815), russischer General; ⚭ (2) 1831 Horace-François-Bastien, comte Sébastiani de la Porta († 20. Juli 1851) Marschall von Frankreich
  3. Antoine IX. Geneviève Héraclius Agénor de Gramont (* 17. Juni 1789; † 3. März 1855), 1836 9. Duc de Gramont, Prince de Bidache, Comte d’Aure et de Louvigny, Baron d’Andoins, de Cames, de Saint-Pé, de Berdos, d’Urt, de Sames, de Leren, de Villenave, de Bergouey et d’Escos, königlich französischer Generalleutnant; ⚭ 23. Juli 1818 Anna Quintina Ida Grimaud, Gräfin d’Orsay (* 19. Juni 1802; † 2. Januar 1882), Tochter von Jean François Louis Marie Albert Gaspard Grimazd, königlich französischer Generalleutnant, und Eleonore Freiin von Franquemont
    1. Antoine X. Alfred Agénor de Gramont (* 14. August 1819; † 17. Januar 1880), Duc de Guiche, 1855 10. Duc de Gramont, Prince de Bidache, Cote d’Aure et de Louvigny, Baron d’Andoins etc., französischer Botschafter, 1866/70 Außenminister; ⚭ 27. Dezember 1848 Emma Mary MacKinnon (* 15. August 1811; † 15. November 1891), Tochter von William Alexander MacKinnon und Emma Mary Palmer
      1. Corisande de Gramont (* 27. April 1850; † 28. September 1935); ⚭ 7. Juni 1871 Gaston George Marie Emmanuel Comte de Brigode–Kemlandt
      2. Antoine XI. Agénor de Gramont (* 22. September 1851; † 30. Januar 1925), 1880 11. Duc de Gramont, Prince de Bidache, Comte d’Aure et de Louvigny etc.; ⚭ (1) 21. April 1874 Isabelle de Beauvau-Craon (* 13. November 1852; † 27. April 1875), Tochter von Marc Prince de Beauvau-Craon (Haus Beauvau); ⚭ (2) 10. Dezember 1878 Marguerite Freiin von Rothschild (* 19. September 1855; † 25. Juli 1905), Tochter von Karl (Rothschild (Familie)); ⚭ (3) 3. August 1907 Donna Maria Ruspoli (* 18. Mai 1888; † August 1976), Tochter von Don Luigi Ruspoli
        1. (1) Élisabeth de Gramont (* 23. April 1875; † 6. Dezember 1954); ⚭ 3. Juni 1896, geschieden Dezember 1920, Philibert, 8. Duc de Clermont-Tonnerre († 26. Oktober 1940) (Haus Clermont-Tonnerre)
        2. (2) Armand Antoine XII. Agénor de Gramont (* 29. September 1879; † 2. August 1962), 1925 12. Duc de Gramont etc.; ⚭ 14. November 1904 Elaine Greffulhe (* 19. März 1882; † 11. Februar 1958), Erbtochter von Henry Comte Greffulhe und Élisabeth de Riquet, Princesse de Caraman-Chimay
          1. Henri Agénor Armand Antoine XIII. de Gramont (* 17. Juni 1907), 1962 13. Duc de Gramont – Nachkommen[2]
          2. Henri de Gramont (* 14. Dezember 1909), Comte de Gramont – Nachkommen
          3. Jean de Gramont (* 14. Dezember 1909), Comte de Gramont – Nachkommen
          4. Charles de Gramont (* 17. März 1911; † 5. März 1976)

        3. (2) Corisande de Gramont (* 8. August 1880; † 5. März 1977); ⚭ 2. Juli 1901 Hélie de Noailles, Marquis de Noailles († 24. Mai 1932)
        4. (2) Louis René de Gramont (* 10. Januar 1883; † 17. Februar 1963) Comte de Gramont; ⚭ 3. August 1916 Antoinette de Rochechouart-Mortemart (* 29. Juli 1893), Tochter de René de Rochechouart, Comte de Mortemart (Haus Rochechouart) – Nachkommen
        5. (3) Gabriel de Gramont (* 2. Juni 1908; X 10. April 1943) Comte de Gramont; ⚭ 27. April 1931 Marie Hélène Negroponte (* 9. Juni 1910), Tochter von Demetrius Negroponte und NN Stathathos – Nachkommen
        6. (3) Gratien de Gramont (* 30. April 1909)

      3. Arnaud de Gramont (* 30. Januar 1854; † 1. Juni 1931), Duc de Lesparre; ⚭ 18. Dezember 1879 Hélène Duchesne de Gillevoisin (* 11. Juni 1858; † 26. Januar 1917), Tochter von Adrien Duchesne, Baron de Gillevoisin, 3. Duc de Conegliano
        1. Emma de Gramont (* 3. Oktober 1883; † 1. Oktober 1958; ⚭ 11. Juni 1904 Pierre Prinz und Herzog von Arenberg († 3. August 1919) (Haus Arenberg)
        2. Adrien de Gramont (* 12. Mai 1885; X 26. September 1915)
        3. Antoine de Gramont (* 29. Mai 1889; † 12. November 1971), Come de Gramont, (Dekret vom 11. August 1913) Comte de Gramont Moncey de Conegliano, Duc de Lesparre; ⚭ 4. September 1922 Antoinette Roussel de Courcy (* 8. Juni 1898; † 17. Mai 1939)
          1. Arnaud de Gramont (* 24. März 1928), Comte de Gramont Moncey de Conegliano - Nachkommen

      4. Alfred de Gramont (* 24. September 1856; † 11. Mai 1915) Comte de Gramont; ⚭ 2. August 1882 Jeanne Marie Marguerite Sabatier (* 22. August 1855; † 29. Januar 1929), Tochter von Raymond Sabatier, und NN Scanavi
        1. Guilhelm de Gramont (* 21. August 1883; † 4. August 1904)
        2. Claude de Gramont (* 22. August 1885; † 25. Februar 1942); ⚭ 17. Juni 1905, geschieden 17. Mai 1906, Leon Prinz Radziwill († 2. März 1927); ⚭ (2) 1. Juni 1918 Marc Augustin Fürst Galitzin († Februar 1957)

    2. Auguste de Gramont (* 1. Juli 1820; † 4. September 1877), Duc de Lesparre, General; ⚭ 4. Juni 1844 Marie Sophie de Ségur (* 12. Februar 1824; † 1. November 1903), Tochter von Alexandre Joseph Reine Félicité de Ségur, Vicomte de Ségur, und Caroline Mathieu de Mauvières
      1. Marie de Gramont (* 31. März 1845; † 29. September 1918); ⚭ 29. Mai 1866 Frédéric des Acres de l’Aigle († 17. September 1886)
      2. Aglaé de Gramont (* 11. Juni 1848; † 2. Juni 1904); ⚭ 4. Mai 1869 Étienne Desmier Comte d’Archiac de Saint-Simon
      3. Antonine Marie Joséphine de Gramont (* 27. April 1859; † 16. November 1927); ⚭ 22. Juni 1881 Jacques Comte de Bryas († 22. Januar 1915)

    3. Antonia Albertine Corisande de Gramont (* 12. Juli 1821; † 5. Oktober 1826)
    4. Alfred de Gramont (* 2. Juni 1823; † 18. Dezember 1881), Comte de Gramont, Brigadegeneral; ⚭ 21. November 1848 Louise de Choiseul-Praslin (* 16. Juni 1828; † 11. März 1902), Tochter von Théobald de Choiseul, 5. Duc de Praslin
      1. Arnaud de Gramont (* 21. April 1861; † 30. Oktober 1923) Comte de Gramont, Dr. ès sciences; ⚭ 2. Oktober 1886 Anne Marie Brincard, Tochter von Baron Paul Émile Brincard und Anne Alix Duboys d’Angers
        1. Sanche de Gramont (* 2. Juli 1888; X 3. Juli 1918)
        2. Diane de Gramont (* 3. Oktober 1889; † 30. Januar 1955); ⚭ 2. Dezember 1911, geschieden 25. Oktober 1932, Nuno Alvares Pereira de Melo, 9. Duque de Cadaval († 14. Januar 1935) (Haus Braganza)

    5. Antonia Armandine Aglaé Ida de Gramont (* 5. Oktober 1825; † 6. September 1871); ⚭ 26. November 1850) Antoine Théodore Marquis du Prat († 11. Januar 1867)
    6. Antonia Gabrielle Léontine de Gramont (* 2. März 1829; † 15. Oktober 1897)